# Europapokal der Pokalsieger (Handball) 1988/89
Der Europapokal der Pokalsieger 1988/89 war die 14. Austragung des Wettbewerbs für europäische Handball-Pokalsieger. Die 25 teilnehmenden Mannschaften qualifizierten sich in ihren Heimatländern über den nationalen Pokalwettbewerb für den von der Internationalen Handballföderation (IHF) organisierten Europapokal. Im Finale setzte sich TUSEM Essen gegen den französischen Vertreter US Créteil HB durch (16:17, 19:16).

## Chronologie des Wettbewerbs

### Erste Runde
|                        | Gesamt |                          | Hinspiel | Rückspiel |
| ---------------------- | ------ | ------------------------ | -------- | --------- |
| Breiðablik Kópavogur   | 48:59  | Stavanger IF             | 25:29    | 23:30     |
| Vestmanna ÍF           | 33:51  | Redbergslids IK          | 17:25    | 16:26     |
| SSV Forst Brixen       | 37:41  | Bramac Veszprém          | 14:15    | 23:26     |
| Maccabi Rischon LeZion | 46:52  | UHC Stockerau            | 29:27    | 17:25     |
| KV Sasja HC            | 32:33  | HAKA/E&O                 | 19:15    | 13:18     |
| Sporting Lissabon      | 48:52  | Pfadi Winterthur         | 29:25    | 19:27     |
| HB Dudelange           | 25:76  | US Créteil HB            | 12:38    | 13:38     |
| Dinamo Bukarest        | 56:41  | Eskişehir ETİ Bisküileri | 27:16    | 29:25     |
| Ionikos Athen          | 71:45  | Philips College          | 38:25    | 33:20     |

Die übrigen Vereine (ZSKA Moskau, TUSEM Essen, RK Crvenka, Helsingør IF, Elgorriaga Bidasoa, TJ Tatran Prešov und SC Empor Rostock) zogen durch ein Freilos automatisch ins Achtelfinale ein.

### Achtelfinale
|                 | Gesamt |                    | Hinspiel | Rückspiel |
| --------------- | ------ | ------------------ | -------- | --------- |
| Ionikos Athen   | 47:57  | Stavanger IF       | 28:27    | 19:30     |
| Helsingør IF    | 35:49  | TUSEM Essen        | 17:21    | 18:28     |
| HAKA/E&O        | 37:50  | Elgorriaga Bidasoa | 20:29    | 17:21     |
| Dinamo Bukarest | 43:39  | ZSKA Moskau        | 22:17    | 21:22     |
| Redbergslids IK | 49:50  | SC Empor Rostock   | 25:24    | 24:26     |
| Bramac Veszprém | 58:35  | Pfadi Winterthur   | 34:21    | 24:14     |
| RK Crvenka      | 47:34  | TJ Tatran Prešov   | 22:13    | 25:21     |
| UHC Stockerau   | 42:53  | US Créteil HB      | 20:21    | 22:32     |

### Viertelfinale
|                 | Gesamt |                    | Hinspiel | Rückspiel |
| --------------- | ------ | ------------------ | -------- | --------- |
| Bramac Veszprém | 38:43  | TUSEM Essen        | 23:20    | 15:23     |
| RK Crvenka      | 35:43  | US Créteil HB      | 22:18    | 13:25     |
| Dinamo Bukarest | 50:45  | SC Empor Rostock   | 28:23    | 22:22     |
| Stavanger IF    | 45:47  | Elgorriaga Bidasoa | 24:20    | 21:27     |

### Halbfinale
|                    | Gesamt |               | Hinspiel | Rückspiel |
| ------------------ | ------ | ------------- | -------- | --------- |
| Dinamo Bukarest    | 40:45  | US Créteil HB | 20:19    | 20:26     |
| Elgorriaga Bidasoa | 47:51  | TUSEM Essen   | 25:22    | 22:29     |

### Finale
Das Hinspiel fand am 6. oder 7. Mai 1989 in Paris und das Rückspiel am 20. oder 21. Mai 1988 in Essen statt.
|               | Gesamt |             | Hinspiel    | Rückspiel   |
| ------------- | ------ | ----------- | ----------- | ----------- |
| US Créteil HB | 33:35  | TUSEM Essen | 17:16 (9:8) | 16:19 (8:8) |